# История почты и почтовых марок Сенегала
История почты и почтовых марок Сенегала описывает развитие почтовой связи в
Сенегале, государстве, расположенном к югу от реки Сенегал в Западной Африке на берегу Атлантического океана, со столицей в Дакаре, бывшей французской колонии (середина XIX века — 1960). Первые почтовые марки выпущены в 1887 году. Независимость провозглашена в 1960 году.
Республика Сенегал входит во Всемирный почтовый союз (ВПС; с 1961), и её официальным почтовым оператором является компания «La Poste Senegal» (Почта Сенегала).

## Выпуски почтовых марок

### Первые почтовые марки

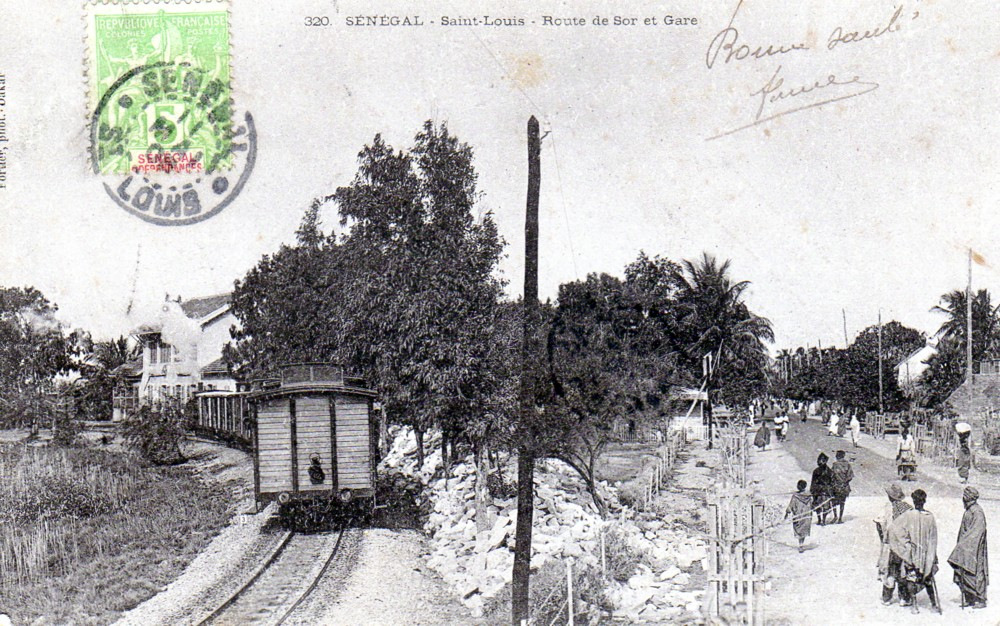
Почтовая марка Сенегала 1892 года на открытке, погашенная в Сен-Луи

До выхода первых почтовых марок Сенегала на его территории использовались общие выпуски для французских колоний.
Первые почтовые марки Сенегала были выпущены в 1887 году. Это были марки общего выпуска для французских колоний, на которых были сделаны надпечатки новых номиналов.
Надпечатка на почтовых марках французских колоний: фр. «Senegal» («Сенегал»).

### Последующие выпуски
В 1892 году вышла первая серия стандартных марок типового дизайна для колоний Франции «Мореплавание и торговля».
С 1906 года многие выпуски для Сенегала имеют общий рисунок, характерный для выпусков французских владений во Французской Западной Африке, при этом помимо надписи «Senegal» («Сенегал») на них также присутствуют надписи «Afrique Occidentale Frainçaise» или сокращённо «AOF» («Французская Западная Африка»).
В 1914 году были эмитированы почтовые марки оригинальных рисунков.
В 1931 году в обращение поступили первые памятные марки Сенегала.
Первый почтовый блок вышел в 1937 году.
На выпускаемых оригинальных марках ставились надписи: фр. «République Française, Colonies. Postes. Senegal et dépendences» («Французская Peспублика. Колонии. Почта. Сенегал и зависимые территории»).

### Французская Западная Африка
С 1944 года по 1959 год в обращении были выпуски Французской Западной Африки.
Для почтовых марок этого периода характерны надписи: фр. «R. F. Afrique occidentale Française. Postes. Senegal» («Французская Республика. Французская Западная Африка. Почта. Сенегал»), «AOF. Senegal» («Французская Западная Африка. Сенегал»).
Последним выпуском Французской Западной Африки стал посвящённый Дню почтовой марки выпуск 21 марта 1959 года, на котором была надпись фр. «CF» вместе с «Dakar-Abidjan» («Дакар-Абиджан»). Этот выпуск использовался только в Береге слоновой кости и Сенегале.

### Федерация Мали
В 1959 году и начале 1960 года были выпущены девять почтовых марок от имени недолго просуществовавшей Федерации Мали, в состав которой входили Сенегал и Французский Судан. Среди них — марки с изображением символики федерации, серия, посвящённая видам рыб, и совместный выпуск с некоторыми другими бывшими французскими колониями в Африке. Но между двумя государствами новой федерации вскоре возникла напряжённость. После этого Сенегал вышел из состава федерации, в то время как бывший Судан сохранил название Мали, а также продолжил использование почтовых марок Федерации.

### Республика
Почтовые марки независимой Республики Сенегал впервые были выпущены в ноябре 1960 года. Тогда в почтовое обращение поступили стандартные марки нового государства.
На почтовых марках республики надпись: фр. «République du Senegal» («Республика Сенегал»).
В 1970 году Сенегал отметил 100-летие со дня рождения В. И. Ленина выпуском памятной марки и почтового блока. Специальные марки и почтовые блоки были посвящены Олимпиаде в Москве в 1980 году.

## Другие виды почтовых марок

### Авиапочтовые
Первые авиапочтовые марки Сенегала вышли в 1935 году.

### Почтово-благотворительные
В 1915—1918 годах выпускались почтово-благотворительные марки Сенегала в фонд Красного Креста.

### Служебные
С 1961 года начался выпуск служебных марок республики.

### Доплатные
С 1903 года в Сенегале эмитировались доплатные марки. Надпись на таких марках: фр. «Chiffre-taxe à parcevoir» («сумма, подлежащая оплате»). С 1887 года по 1963 год были эмитированы 36 доплатных марок.

## Линкор «Ришельё»
Почтовые марки Сенегала 1938 года номиналом 1 франк и 1,75 франка с надпечаткой фр. «Par avion. Batiment de ligne Richelieu» («Авиа. Линейный корабль „Ришельё“») были выпущены на этом корабле 24 октября 1943 года для нужд команды корабля и к почтовым маркам Сенегала отношения не имеют.

## Почтовые отделения Сенегала во Французской Гвинее, Французском Судане и Мавритании
В 1887-1892 годах в почтовых отделениях Сенегала, которые были открыты на территории Французской Гвинеи и Французского Судана, использовались почтовые марки Сенегала, причём в Мавритании их использование продолжалось до 1906 года.